# 90's Pop Tour (álbum)
90's Pop Tour es el nombre de un álbum en vivo de la gira homónima, realizada por los artistas OV7, Aleks Syntek, Fey, Erik Rubín, JNS, Caló, The Sacados y Litzy. Fue lanzado al mercado por Sony Music el 2 de junio de 2017 en formato físico y digital. Incluye un DVD con la presentación de los ocho artistas.
Fue grabado del concierto realizado el 31 de marzo de 2017 en la Arena Ciudad de México.

## Contenido
El repertorio de la gira se compone de diversos éxitos que han interpretado los artistas que conforman el elenco, concentrándose en los sencillos lanzados en la década de los noventa, pero se incluyen algunas canciones pertenecientes a la década de los 2000.
Los temas de cada artista incluidos en la gira son: 
- OV7 (antes Onda Vaselina): Un Pie Tras Otro Pie, Tus Besos, No Es Obsesión, Te Quiero Tanto, Vuela Más Alto, Mírame a los Ojos, Enloquéceme,  Shabadabada
- Aleks Syntek : El Camino, Tú Necesitas, Lindas Criaturitas, Mis Impulsos sobre Tí, Duele el Amor, De Noche en la Ciudad, Sexo Pudor y Lágrimas
- Fey : Azúcar Amargo, Gatos en el Balcón, Me Enamoro de ti, La Noche se Mueve, Te Pertenezco, Media Naranja, Muévelo
- Erik Rubín : Dame Amor, No Para de Llover, Cuando Mueres por Alguien
- JNS (antes Jeans): Entre Azul y Buenas Noches, Sólo Vivo para Ti, Dime que Me Amas, Pepe, Me Pongo Mis Jeans, Enferma de Amor
- Caló : No Puedo Más, La Colegiala, Formas de Amor, El Capitán, El Cubo, Ponte Atento
- The Sacados: Ritmo de la Noche, Pensando en Esa Chica, Bikini a Lunares Amarillo, Más de lo Que Te Imaginas
- Litzy : No Hay Palabras, Quisiera Ser Mayor, No Te Extraño

Adicionalmente se interpretan tres temas de artistas que no pertenecen a esta gira en un medley:
- Alejandra Guzmán : Güera
- Paulina Rubio : Mío
- G.I.T. : Es por Amor

## Lista de canciones

### CD
| 90's Pop Tour (En vivo) CD 1 |                                                                                      |                                                                                                  |          |  |
| N.º                          | Título                                                                               | Escritor(es)                                                                                     | Duración |  |
| 1.                           | «Ritmo de la noche» (The Sacados ft. Erik Rubín, Fey, JNS, OV7, Aleks Syntek, Litzy) | Christensen Alex Joerg, Hauss Ingo, Hoinkis Helmut, Hayo Lewerentz                               | 3:19     |  |
| 2.                           | «No puedo más» (Caló)                                                                | Claudio Enrique Yarto Escobar                                                                    | 5:14     |  |
| 3.                           | «Dame amor» (Erik Rubín ft. Caló)                                                    | Áureo Baqueiro, J. Luis Amaro                                                                    | 4:29     |  |
| 4.                           | «Entre azul y buenas noches» (JNS ft. Erik Rubín)                                    | J. R. Flórez, Alfredo Marugán Rodríguez                                                          | 4:27     |  |
| 5.                           | «Azúcar amargo» (Fey ft. Caló, JNS)                                                  | Belén Aguilar Esponda, Mario García Arango                                                       | 5:10     |  |
| 6.                           | «Enloquéceme» (OV7 ft. Caló)                                                         | Loris Ceroni, Ettore Grenci, Óscar Schwebel                                                      | 4:58     |  |
| 7.                           | «Formas de amor» (Caló ft. OV7)                                                      | Carlos Toro Montoro, Giorgio Torelli, Margaret Vickie Harris, Max Di Carlo, Christian de Walden  | 4:37     |  |
| 8.                           | «No hay palabras» (Litzy ft. JNS)                                                    | Armando Antonio Arcos Frank, María Morín Aguilera                                                | 4:57     |  |
| 9.                           | «Gatos en el balcón» (Fey ft. Erik Rubín)                                            | J. R. Flórez, Alfredo Marugán Rodríguez                                                          | 3:47     |  |
| 10.                          | «Sólo vivo para ti» (JNS ft. OV7, The Sacados)                                       | J. R. Flórez,                                                                                    | 4:24     |  |
| 11.                          | «Tú necesitas» (Aleks Syntek ft. OV7)                                                | Alejandro Escajadillo                                                                            | 4:47     |  |
| 12.                          | «Capitán» (Caló ft. Aleks Syntek)                                                    | Claudio Yarto, Alejandro Escajadillo                                                             | 3:41     |  |
| 13.                          | «Hey Güera / Mío / Es por amor» (Erik Rubín ft. Litzy, OV7)                          | Alfredo Toth, Consuelo Arango, J. R. Flórez, Cayre Marella, César Valle, Osvaldo Néstor Marzullo | 4:13     |  |
| 14.                          | «Mis impulsos sobre ti» (Aleks Syntek ft. Erik Rubín)                                | Alejandro Escajadillo                                                                            | 4:05     |  |
| 15.                          | «Tus besos» (OV7 ft. Erik Rubín, Aleks Syntek)                                       | Memo Méndez Guiú, Paula Sánchez                                                                  | 3:22     |  |
| 16.                          | «Me enamoro de ti» (Fey ft. JNS)                                                     | J. R. Flórez, Alfredo Marugán Rodríguez                                                          | 4:16     |  |

| 90's Pop Tour (En vivo) CD 2 |                                                                                                 |                                                                                |          |  |
| N.º                          | Título                                                                                          | Escritor(es)                                                                   | Duración |  |
| 1.                           | «La Noche se mueve» (Fey ft. OV7)                                                               | J. R. Flórez                                                                   | 3:49     |  |
| 2.                           | «Duele el amor» (Aleks Syntek ft. OV7, Caló, JNS, Litzy)                                        | Alejandro Escajadillo                                                          | 4:28     |  |
| 3.                           | «De noche en la ciudad» (Aleks Syntek ft. OV7, Caló, The Sacados, Erik Rubín)                   | Alejandro Escajadillo                                                          | 3:30     |  |
| 4.                           | «Bikini a lunares amarillo» (The Sacados ft. JNS)                                               | Julien Lee Pockriss, Paul Vance                                                | 3:39     |  |
| 5.                           | «Cuando Mueres por Alguien» (Erik Rubín)                                                        | Philip Kuys, Rafael L. Villafañe                                               | 3:54     |  |
| 6.                           | «Más de lo que te imaginas» (The Sacados ft. OV7, Fey)                                          | Carlos Darío Moscatelli, Gustavo Marcelo Radaelli, Phillippe Francois L Deweys | 3:33     |  |
| 7.                           | «Pepe» (JNS ft. The Sacados)                                                                    | Carlos Lara, Rosángel Aguirre Thomas,                                          | 3:36     |  |
| 8.                           | «No te extraño» (Litzy)                                                                         | Morin Armando                                                                  | 4:09     |  |
| 9.                           | «Media naranja» (Fey ft. Litzy, JNS, Caló, OV7)                                                 | J. R. Flórez, Alfredo Marugán Rodríguez                                        | 3:38     |  |
| 10.                          | «Vuela más alto» (OV7)                                                                          | J. R. Flórez                                                                   | 4:24     |  |
| 11.                          | «Ponte atento» (Caló ft. Aleks Syntek)                                                          | Alejandro Escajadillo, Claudio Enrique Yarto Escobar                           | 4:17     |  |
| 12.                          | «Shabadabada» (OV7 ft. Fey, Caló, JNS, The Sacados, Aleks Syntek, Litzy, Erik Rubín)            | Ettore Grenci, Loris Ceroni, Mónica Vélez                                      | 4:31     |  |
| 13.                          | «Sexo, pudor y lágrimas» (Aleks Syntek ft. OV7, Fey, Caló, JNS, The Sacados, Litzy, Erik Rubín) | Alejandro Escajadillo                                                          | 4:05     |  |
| 14.                          | «Enferma de amor» (JNS ft. OV7, Caló, Litzy)                                                    | Juan Gilart, Consuelo Arango                                                   | 3:50     |  |
| 15.                          | «Mírame a los ojos» (OV7 ft. JNS, Aleks Syntek, Fey, Caló, The Sacados, Litzy, Erik Rubín)      | David Boradoni, Mario Ablanedo                                                 | 4:29     |  |
| 16.                          | «Muévelo» (Fey ft. OV7, JNS, Aleks Syntek, Caló, The Sacados, Litzy, Erik Rubín)                | Mario Ablanedo                                                                 | 6:34     |  |

### DVD y Versión Deluxe digital del álbum
| 90's Pop Tour (En vivo) | |          |  |
| N.º                     | Título | Duración |  |
| 1.                      | «Ritmo de la Noche» (The Sacados ft. Erik Rubín, Fey, JNS, OV7, Aleks Syntek, Litzy)                          | 3:01     |  |
| 2.                      | «No Puedo Más» (Caló)                                                                                         | 5:14     |  |
| 3.                      | «Dame Amor» (Erik Rubín ft. Caló)                                                                             | 4:29     |  |
| 4.                      | «Entre Azul y Buenas Noches» (JNS ft. Erik Rubín)                                                             | 4:29     |  |
| 5.                      | «La Colegiala» (Caló ft. JNS)                                                                                 | 4:11     |  |
| 6.                      | «Pensando en Esa Chica» (The Sacados ft. Litzy)                                                               | 4:42     |  |
| 7.                      | «El Camino» (Aleks Syntek)                                                                                    | 5:50     |  |
| 8.                      | «Azúcar Amargo» (Fey ft. Caló, JNS)                                                                           | 5:17     |  |
| 9.                      | «Enloquéceme» (OV7 ft. Caló)                                                                                  | 4:59     |  |
| 10.                     | «Formas de Amor» (Caló ft. OV7)                                                                               | 4:50     |  |
| 11.                     | «No Para de Llover» (Erik Rubín ft. OV7, Aleks Syntek, The Sacados)                                           | 4:31     |  |
| 12.                     | «No Hay Palabras» (Litzy ft. JNS)                                                                             | 4:58     |  |
| 13.                     | «Gatos en el Balcón» (Fey ft. Erik Rubín)                                                                     | 3:47     |  |
| 14.                     | «Sólo Vivo para Ti» (JNS ft. OV7, The Sacados)                                                                | 4:25     |  |
| 15.                     | «Un Pie Tras Otro Pie» (OV7 ft. JNS)                                                                          | 4:20     |  |
| 16.                     | «Tú Necesitas» (Aleks Syntek ft. OV7)                                                                         | 4:42     |  |
| 17.                     | «Capitán» (Caló ft. Aleks Syntek)                                                                             | 3:34     |  |
| 18.                     | «Hey Güera / Mío / Es por Amor» (Erik Rubín ft. Litzy, OV7)                                                   | 4:18     |  |
| 19.                     | «Dime Que Me Amas» (JNS)                                                                                      | 3:16     |  |
| 20.                     | «Lindas Criaturitas» (Aleks Syntek ft. JNS)                                                                   | 3:54     |  |
| 21.                     | «Quisiera Ser Mayor» (Litzy ft. OV7)                                                                          | 3:36     |  |
| 22.                     | «Mis Impulsos sobre Ti» (Aleks Syntek ft. Erik Rubín)                                                         | 4:08     |  |
| 23.                     | «Tus Besos» (OV7 ft. Erik Rubín, Aleks Syntek)                                                                | 3:23     |  |
| 24.                     | «Me Enamoro de Ti» (Fey ft. JNS)                                                                              | 4:18     |  |
| 25.                     | «La Noche se Mueve» (Fey ft. OV7)                                                                             | 3:45     |  |
| 26.                     | «Duele el Amor» (Aleks Syntek ft. OV7, Caló, JNS, Litzy)                                                      | 4:32     |  |
| 27.                     | «El Cubo» (Caló)                                                                                              | 4:20     |  |
| 28.                     | «Te Pertenezco» (Fey ft. Caló)                                                                                | 4:03     |  |
| 29.                     | «De Noche en la Ciudad» (Aleks Syntek ft. OV7, Caló, The Sacados, Erik Rubín)                                 | 3:32     |  |
| 30.                     | «Bikini a Lunares Amarillo» (The Sacados ft. JNS)                                                             | 3:37     |  |
| 31.                     | «No Es Obsesión» (OV7 ft. Fey)                                                                                | 4:10     |  |
| 32.                     | «Cuando Mueres por Alguien» (Erik Rubín)                                                                      | 3:58     |  |
| 33.                     | «Más de lo Que Te Imaginas» (The Sacados ft. OV7)                                                             | 3:35     |  |
| 34.                     | «Pepe» (JNS ft. The Sacados)                                                                                  | 3:34     |  |
| 35.                     | «Me Pongo Mis Jeans» (JNS ft. Litzy, OV7)                                                                     | 3:53     |  |
| 36.                     | «Te Quiero Tanto, Tanto» (OV7 ft. Erik Rubín)                                                                 | 4:22     |  |
| 37.                     | «No Te Extraño» (Litzy)                                                                                       | 4:10     |  |
| 38.                     | «Media Naranja» (Fey ft. Litzy, JNS, Caló, OV7)                                                               | 3:38     |  |
| 39.                     | «Vuela Más Alto» (OV7)                                                                                        | 4:23     |  |
| 40.                     | «Ponte Atento» (Caló ft. Aleks Syntek)                                                                        | 4:18     |  |
| 41.                     | «Shabadabada» (OV7 ft. Fey, Caló, JNS, The Sacados, Aleks Syntek, Litzy, Erik Rubín)                          | 4:26     |  |
| 42.                     | «Sexo, Pudor y Lágrimas» (Aleks Syntek ft. OV7, Fey, Caló, JNS, The Sacados, Aleks Syntek, Litzy, Erik Rubín) | 4:06     |  |
| 43.                     | «Enferma de Amor» (JNS ft. OV7, Caló, Litzy)                                                                  | 3:51     |  |
| 44.                     | «Mírame a los Ojos» (OV7 ft. JNS, Aleks Syntek, Fey, Caló, The Sacados, Litzy, Erik Rubín)                    | 4:32     |  |
| 45.                     | «Muévelo» (Fey ft. OV7, JNS, Aleks Syntek, Caló, The Sacados, Litzy, Erik Rubín)                              | 4:13     |  |
| 135:00                  | |          |  |